# Frank Jarvis
Frank Washington Jarvis (California, Estados Unidos, 31 de agosto de 1878 - Sewickley, Estados Unidos, 2 de junio de 1933) fue un atleta estadounidense ganador de los 100 metros lisos en los Juegos Olímpicos de 1900 en París.
Jarvis llegó a París como uno de los favoritos a la victoria en los 100 metros lisos, pero el gran favorito era otro estadounidense, Arthur Duffey, que había ganado poco antes de los Juegos Olímpicos, los campeonatos británicos de velocidad. En las pruebas clasificatorias, Jarvis y otro compatriota, John Tewksbury consiguieron igualar el récord del mundo con 10,8 segundos. Los tres americanos y el australiano Stanley Rowley se clasificaron para la gran final. Comenzó la carrera y Duffey se destacó, pero a mitad de la pista sintió un tirón muscular que le hizo abandonar, sus rivales siguieron y fue Jarvis quien consiguió la victoria.
En estos juegos, Jarvis también participó en triple salto, pero sin conseguir una buena clasificación. Después de su carrera deportiva ejerció como abogado.
| Predecesor: Tom Burke | Campeón Olímpico de 100 metros lisos Juegos Olímpicos de París 1900 | Sucesor: Archie Hahn |

- Datos: Q356205
- Multimedia: Frank Jarvis / Q356205